# Ньюман, Альфред
Альфре́д Нью́ман, Ньюмен (англ. Alfred Newman; 17 марта 1900, Нью-Хейвен — 17 февраля 1970, Голливуд) — кинокомпозитор, дирижёр и аранжировщик, а также влиятельный руководитель музыкального отдела кинокомпании «20th Century Fox», 9-кратный лауреат премии «Оскар» за лучшую музыку, один из восьми композиторов в истории мирового кинематографа, получивших эту награду два года подряд. Отец кинокомпозитора Томаса Ньюмана.

## Биография
Альфред Ньюман родился в бедной многодетной еврейской семье выходцев из России. Альфред с детства был музыкально одарённым ребёнком. Уже в возрасте 5 лет он брал уроки у польского композитора и пианиста Сигизмунда Стоёвского. Чтобы поддержать семью (он был старшим сыном из десяти детей), он подрабатывал тапёром, а также выступая в водевилях как пианист-вундеркинд. Уроки композиции ему преподавал Рубин Голдмарк.
В 20 лет он начал свою карьеру в Нью-Йорке на Бродвее дирижёром мюзиклов Джорджа Гершвина, Ричарда Роджерса и Джерома Керна. Он брал частные уроки также и у композитора Арнольда Шёнберга.
В 1930 году он перебрался из Нью-Йорка в Голливуд, чтобы аккомпанировать Ирвингу Берлину в фильме «Дотянуться до Луны», однако Сэмюэль Голдвин и кинокомпания «United Artists» уговорили его остаться.
В 1931 году он полностью написал музыку к своему первому фильму «Уличная сцена». К главной музыкальной теме этого фильма он возвращался ещё несколько раз. Так в фильме «Как выйти замуж за миллионера» Ньюман дирижирует студийным оркестром, тема звучит также в фильмах «Ночной кошмар», «Плач большого города» и «Там, где кончается тротуар».
Начиная с 1940 года в течение 20 лет Альфред Ньюман возглавлял музыкальный отдел кинокомпании «20th Century Fox» и влиял на музыкально-эстетическое оформление кинофильмов. Благодаря ему с кинокомпанией плодотворно сотрудничали такие композиторы как Бернард Херрман, Хьюго Фридхофер, Алекс Норт и Дэвид Раскин, однако он экспериментировал также и с новыми звукозаписывающими устройствами, записав, например, для звукозаписывающей фирмы «Mercury Records» несколько пластинок, считавшихся в то время образцом звучания.
Ньюман известен кинозрителю хотя бы тем, что написал знаменитые фанфары для заставки компании в начале каждого фильма, использующиеся до сих пор.
Он также разработал так называемую «систему Ньюмана», по которой действие фильма должно синхронизироваться с музыкальным фоном. Последней работой Ньюмана в кинокомпании стал фильм «Всё самое лучшее» (1959).
После 1960 года Ньюман работает фрилансером, занимаясь, в частности, такими фильмами как «Как был завоёван Запад» и «Величайшая из когда-либо рассказанных историй» для кинокомпании «MGM».
Он записал серию альбомов с «Capitol Records», включая запись «Вариации на тему „I Got Rhythm“» Джорджа Гершвина.
Он оставался активным до конца жизни, последней работой в кино стал фильм «Аэропорт» для компании «Universal Pictures» в 1970 году, незадолго до его смерти.
Ньюман скончался 17 февраля 1970 года, за месяц до своего 69-летия, из-за осложнения после эмфиземы легких.

## Признание
Альфред Ньюман был одним из самых уважаемых кинокомпозиторов своего времени. Наряду с такими композиторами как Франц Ваксман, Эрих Корнгольд, Макс Стайнер, Дмитрий Тёмкин и Миклош Рожа занимает видное место в создании традиции киномузыки.
Самые известные работы Ньюмана — это «Грозовой перевал», «Песня Бернадетт», «Плащаница», «Как был завоёван Запад», «Величайшая из когда-либо рассказанных историй» и «Аэропорт».
Альфред Ньюман был номинирован на «Оскар» 45 раз в течение 20 лет. Принадлежавший ему рекорд продержался 36 лет, до 2006 года, пока его не догнал Джон Уильямс. 43 номинации из 45 — за лучшую музыку к фильму (является рекордсменом по самому большому количеству раз в этой номинации после Уильямса, у которого 49) и две — за лучшую песню (у Уильямса — 5).
Ньюман занимает второе место по количеству полученных «Оскаров» — 9 (больше только у Уолта Диснея — 26), из которых только один за музыку собственного сочинения, остальные — за музыкальные обработки.
Музыка Ньюмана к фильмам «Ураган» и «Пленник Зенды» была номинирована на «Оскар» ещё до того как эта премия стала присуждаться композиторам. В 1940 году Ньюман был номинирован сразу за четыре фильма (единственным композитором, добившимся такого же успеха, был Виктор Янг). Более того, он является одним из восьми композиторов в истории мирового кинематографа, получивших эту награду Американской киноакадемии два года подряд (к тому же дважды). 
За фильм «Аэропорт» он также был номинирован на премии «Золотой глобус» и «Грэмми» (посмертно).
Музыка к фильму «Как был завоёван Запад» заняла 25-е место в списке Американского института киноискусства среди лучших фильмов.

## Личная жизнь
Альфред Ньюман был женат на актрисе Марте Монтгомери (1920—2005), у них 5 детей.
В семье Ньюмана много известных людей индустрии кино:
- брат, Лайонел Ньюман — кинокомпозитор, автор музыки более 30 фильмов и телесериалов, известный дирижёр кинокартин,
- брат, Эмиль Ньюман — кинокомпозитор, автор музыки к более 50 фильмам,
- сын, Дэвид Ньюман — кинокомпозитор, автор музыки к более 85 фильмам, включая «Хоффа», «В поисках Галактики», «Чокнутый профессор», «Война Роузов» и «Ледниковый период»,
- сын, Томас Ньюман — кинокомпозитор, автор музыки к более 75 фильмам, включая «В поисках Немо», «Зелёная миля», «Побег из Шоушенка», «Жареные зелёные помидоры», «Проклятый путь», «Красота по-американски» и «ВАЛЛ-И», 15 раз номинирован на «Оскар»,
- дочь, Мария Ньюман — известный музыкант и композитор,
- племянник, Рэнди Ньюман — кинокомпозитор, лауреат премии «Оскар», певец,
- внук, Джоуи Ньюман — пишет музыку для фильмов, сериалов и видео-игр.

Ньюман также автор многочисленных адаптаций бродвейских и голливудских мюзиклов. Он получил «Оскара» за адаптацию музыки таких известных бродвейских мюзиклов как «Король и я» («Король и я» (1956)), «Камелот» («Камелот» — 1967), «Назовите меня мадам» и голливудских мюзиклов, например, «Мама была в трико» (1947) с Бетти Грейбл.
Он дирижировал оркестром для всех мюзиклов Чарльз Роджера и Хаммерстайна, кроме «Оклахома!» (1955) и «Звуки музыки» (1965), а также единственного их мюзикла «Ярмарка штата», написанного специально для кино, и его ремейка.

## Награды

### Премия «Оскар» за лучшую музыку к фильму
- Оригинальная музыка
  - 1938: Ураган / The Hurricane — номинация
  - 1938: Пленник Зенды / The Prisoner of Zenda — номинация
  - 1939: Ковбой и леди / The Cowboy and the Lady — номинация
  - 1940: Пришли дожди / The Rains Came — номинация
  - 1940: Грозовой перевал / Wuthering Heights — номинация
  - 1941: Знак Зорро / The Mark of Zorro — номинация
  - 1964: Как был завоёван Запад / How the West Was Won — номинация
  - 1966: Величайшая из когда-либо рассказанных историй / The Greatest Story Ever Told — номинация
  - 1971: Аэропорт / Airport — номинация (посмертно)
- Адаптированная музыка
  - 1939: Безумства Голдвина / The Goldwyn Follies — номинация
  - 1939: Горбун из Нотр-Дама / The Hunchback of Notre Dame — номинация
  - 1939: Рэгтайм бэнд Александра / Alexander’s Ragtime Band — победа
  - 1940: Им нужна музыка / They Shall Have Music — номинация
  - 1941: Тин Пэн Элли / Tin Pan Alley (адаптация, в фильме использованы старые популярные песни) — победа
  - 1968: Камелот / Camelot (адаптация, песни Алана Джея Лёрнера и Фредерика Лоу) — победа
- Музыка к драматическому или комедийному фильму
  - 1942: С огоньком / Ball of Fire — номинация
  - 1942: Как зелена была моя долина / How Green Was My Valley — номинация
  - 1943: Чёрный лебедь / The Black Swan — номинация
  - 1944: Песня Бернадетт / The Song of Bernadette — победа
  - 1945: Вильсон / Wilson — номинация
  - 1946: Ключи от королевства / Ключи от царства небесного / The Keys of the Kingdom — номинация
  - 1948: Капитан из Кастильи / Captain from Castile — номинация
  - 1949: Змеиная яма / The Snake Pit — номинация
  - 1951: Всё о Еве / All About Eve — номинация
  - 1952: Давид и Бадшиба / David and Bathsheba — номинация
  - 1956: Любовь — самая великолепная вещь на свете / Love Is a Many-Splendored Thing — победа
  - 1957: Анастасия / Anastasia — номинация
  - 1960: Дневник Анны Франк / The Diary of Anne Frank — номинация
- Музыка к мюзиклу
  - 1943: Моя девушка Сэл / My Gal Sal — номинация
  - 1944: Кони-Айленд / Coney Island — номинация
  - 1945: Улыбка ирландских глаз / Irish Eyes Are Smiling — номинация
  - 1946: Ярмарка штата / State Fair (адаптация музыкальной версии Роджера и Хаммерстайна) — номинация
  - 1947: Лето столетия дня независимости / Centennial Summer — номинация
  - 1948: Мама была в трико — победа
  - 1949: Когда моя крошка улыбается мне / When My Baby Smiles at Me — номинация
  - 1952: На Ривьере / On the Riviera — номинация
  - 1953: С песней в моём сердце / With a Song in My Heart (адаптация, в фильме использована музыка нескольких композиторов, но не Ньюмана) — победа
  - 1954: Назовите меня мадам / Call Me Madam (адаптация, песни Ирвинга Берлина) — победа
  - 1955: Нет такого бизнеса, как шоу-бизнес / There’s No Business Like Show Business — номинация
  - 1956: Длинноногий папочка / Daddy Long Legs — номинация
  - 1957: Король и я / The King and I (адаптация музыкальной версии Роджера и Хаммерстайна) — победа
  - 1959: Юг Тихого океана / South Pacific — номинация
  - 1962: Песня барабана цветов / Flower Drum Song — номинация

### Премия «Оскар» за лучшую песню
- 1950: Come to the Stable (1949) — номинация
- 1960: Всё самое лучшее (1959) — номинация

### Премия «Золотой глобус» за лучшую музыку к фильму
- 1971: Аэропорт / Airport — номинация (посмертно)

### Премия «Грэмми»
- 1959: Юг Тихого океана / South Pacific — номинация
- 1962: Песня барабана цветов / Flower Drum Song — номинация
- 1971: Аэропорт / Airport — номинация (посмертно)

### Laurel Awards
- 1960: Дневник Анны Франк / The Diary of Anne Frank — 2 место (Лучшая музыка к фильму)
- 1971: Аэропорт / Airport — 3 место (Лучший композитор)

## Избранная фильмография
За сорок лет творчества Ньюман написал музыку более чем к двумстам фильмам. Кроме создания музыкальных сценариев к фильмам, Ньюман руководил музыкальным оформлением множества других кинокартин. Среди них:
- 1931: Огни большого города / City Lights (дирижёр, музыка — Чарли Чаплин)
- 1931: Эрроусмит / Arrowsmith
- 1932: Безумное кино / Movie Crazy
- 1933: Скандал в Риме / Roman Scandals
- 1934: Ответный ход Бульдога Драммонда / Bulldog Drummond Strikes Back
- 1934: Одна ночь любви / One Night of Love
- 1934: Граф Монте-Кристо / The Count of Monte Cristo
- 1934: Романы Челлини / The Affairs of Cellini
- 1935: Зов предков / Call of the Wild
- 1936: Эти трое / These Three
- 1936: Додсворт / Dodsworth
- 1937: Жизнь даётся один раз / You Only Live Once
- 1937: Крошка Вилли Винки / Wee Willie Winkie
- 1937: Стелла Даллас / Stella Dallas
- 1939: Молодой мистер Линкольн / Young Mr. Lincoln
- 1939: Барабаны долины Мохок / Drums Along the Mohawk
- 1936: Приди и владей / Come and Get It
- 1936: Додсворт / Dodsworth
- 1937: Тупик / Dead End
- 1939: Ганга Дин / Gunga Din
- 1940: Человек с Запада / The Westerner
- 1940: Гроздья гнева / The Grapes of Wrath
- 1940: Иностранный корреспондент / Foreign Correspondent
- 1941: Охота на человека / Man Hunt
- 1943: Небеса могут подождать / Heaven Can Wait
- 1944: Вильсон / Wilson
- 1944: Ключи от царства небесного / The Keys of the Kingdom
- 1945: Дерево растёт в Бруклине / A Tree Grows in Brooklyn
- 1945: Бог ей судья / Leave Her to Heaven
- 1945: Колокол Адано / A Bell for Adano
- 1946: На краю лезвия / The Razor’s Edge
- 1947: Джентльменское соглашение / Gentleman’s Agreement
- 1947: Ужасная мисс Пилгрим / The Shocking Miss Pilgrim
- 1948: Звонить: Нортсайд 777 / Call Northside 777
- 1948: Эта дама в горностае / That Lady in Ermine
- 1948: Ловко устроился / Sitting Pretty
- 1948: Плач большого города / Cry of the City
- 1948: Железный занавес / The Iron Curtain
- 1949: Письмо трём жёнам / A Letter to Three Wives
- 1949: Вертикальный взлёт / Twelve O’Clock High
- 1949: Воровское шоссе / Thieves’ Highway
- 1949: Пинки / Pinky
- 1950: Выхода нет / No Way Out
- 1950: Стрелок / The Gunfighter
- 1950: Паника на улицах / Panic in the Streets
- 1950: Когда Вилли возвращался домой / When Willie Comes Marching Home
- 1951: Что скажут люди / People Will Talk
- 1951: Четырнадцать часов / Fourteen Hours
- 1952: С песней в моём сердце / With a Song in My Heart
- 1952: Какова цена славы / What Price Glory
- 1952: Узник крепости Зенда / The Prisoner of Zenda
- 1952: Снега Килиманджаро / The Snows of Kilimanjaro
- 1952: Вождь краснокожих и другие… / O. Henry’s Full House
- 1953: Сегодня мы поём / Tonight We Sing
- 1953: Как выйти замуж за миллионера / How to Marry a Millionaire
- 1953: Плащаница / The Robe
- 1953: Первая леди / The President’s Lady
- 1954: Нет лучше бизнеса, чем шоу-бизнес / There’s No Business Like Show Business
- 1954: Деметрий и гладиаторы / Demetrius and the Gladiators
- 1954: Египтянин / The Egyptian
- 1955: Зуд седьмого года / The Seven Year Itch
- 1955: Длинноногий папочка / Daddy Long Legs
- 1956: Автобусная остановка / Bus Stop
- 1956: Карусель / Carousel (адаптация)
- 1957: Апрельская любовь / April Love
- 1958: Бравадос / The Bravados
- 1958: Юг Тихого океана / South Pacific
- 1962; Ярмарка штата / State Fair (ремейк)